# Downtown no Gaki no Tsukai ya Arahende!!
Downtown no Gaki no Tsukai ya Arahende!! (ダウンタウンのガキの使いやあらへんで!! Dauntaun no Gaki no Tsukai ya Arahende!!?, lit. «'Esta no es una tarea para niños' de Downtown») o abreviado solo como Gaki no Tsukai (ガキの使い), es un programa de variedades conducido por el popular dúo de comedia japonés owarai, Downtown, con el comediante Yamasaki Hōsei y el dúo owarai de Cocorico, Tanaka Naoki y Endō Shōzō. El programa ha sido transmitido desde su episodio piloto el 3 de octubre de 1989 y continua hasta el presente, celebrando su episodio número 1000 el 18 de abril de 2010. El programa actualmente se transmite en la cadena de televisión Nippon TV en su horario regional de 10:56 p. m. a 11:26 p. m.

## Reparto

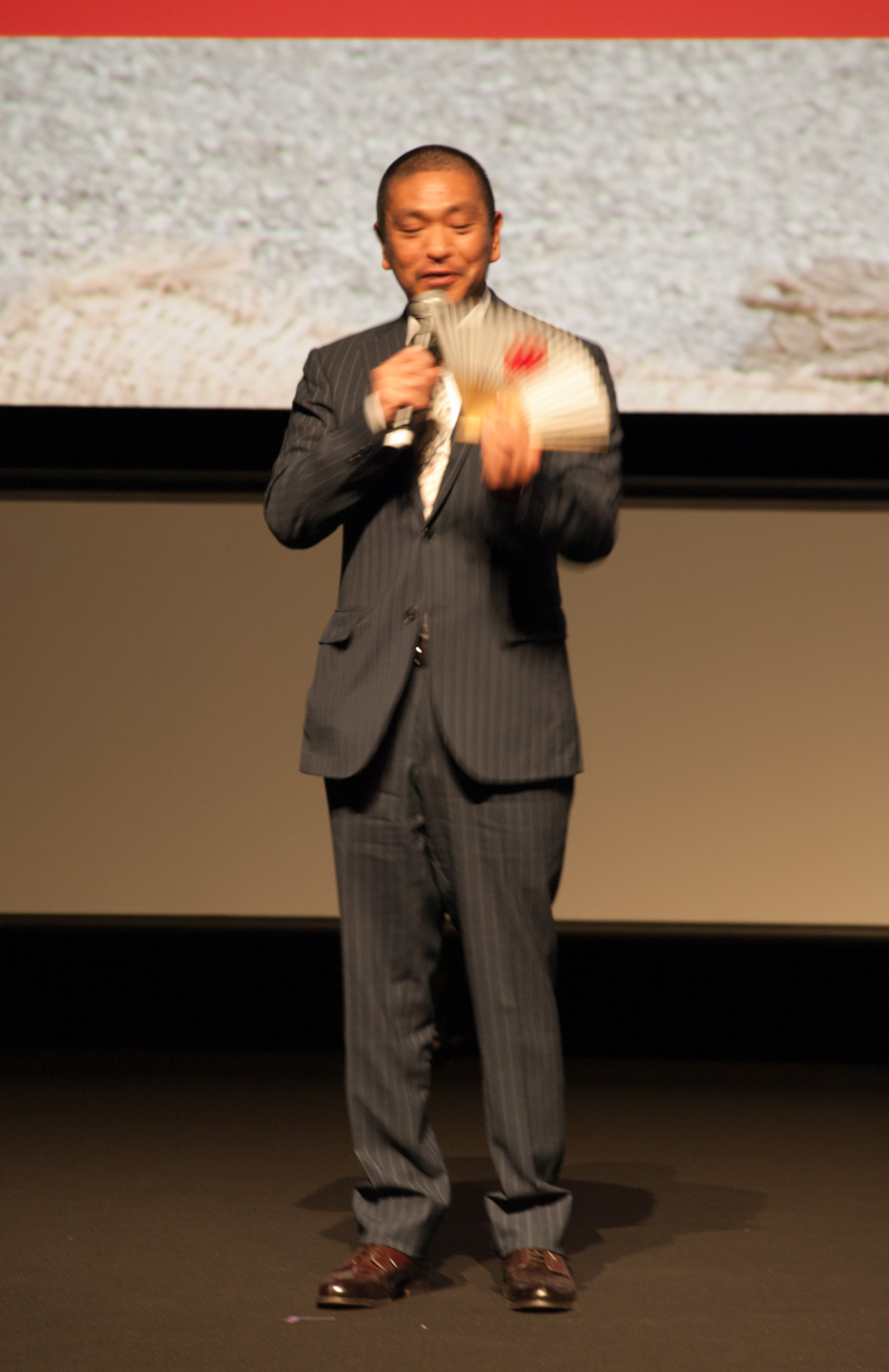
Matsumoto Hitoshi en un evento de promoción de su película Saya Zamurai (さや侍).

### Invitados frecuentes
- Downtown, uno de los kombi más influyentes y prolíficos en Japón.[1] Son conocidos por su humor sarcástico y sus personas malhumoradas.
  - Matsumoto Hitoshi (松本人志), uno de los presentadores. Su estilo de comedia consiste en absurdismo, sarcasmo, y una personalidad contundente y malhumorada. El humor seco es su característica distintiva, pero puede tener reacciones exageradas a veces. A menudo se le describe como una "M" o masoquista, pues en los Batsu Games se le ve cayendo en sus mismas bromas y recibiendo golpes cada que lo intenta.
  - Hamada Masatoshi (浜田雅功). Su temperamento, demostración de alegría ante la violencia, y su tendencia de golpear a la gente en sus cabezas son conocidos en el mundo de la comedia owarai. A menudo es descrito con una "S" o sádico, refiriéndose a él a veces simplemente como "El sádico Hamada".
- Yamasaki Hōsei (山崎邦正), invitado frecuente desde 1995. Su rol en el programa está dividido entre "suberi-kyara" (el sujeto que intenta ser divertido pero falla) y "ijime-kyara" (el débil que sufre de algo parecido al acoso escolar y agredido físicamente).
- Cocorico, invitados frecuentes desde 1997. 
  - Tanaka Naoki (田中直樹). Es descrito como el sujeto serio y temeroso.
  - Endō Shōzō (遠藤章造). Es a menudo descrito como el sujeto apuesto.

### Invitados de apoyo

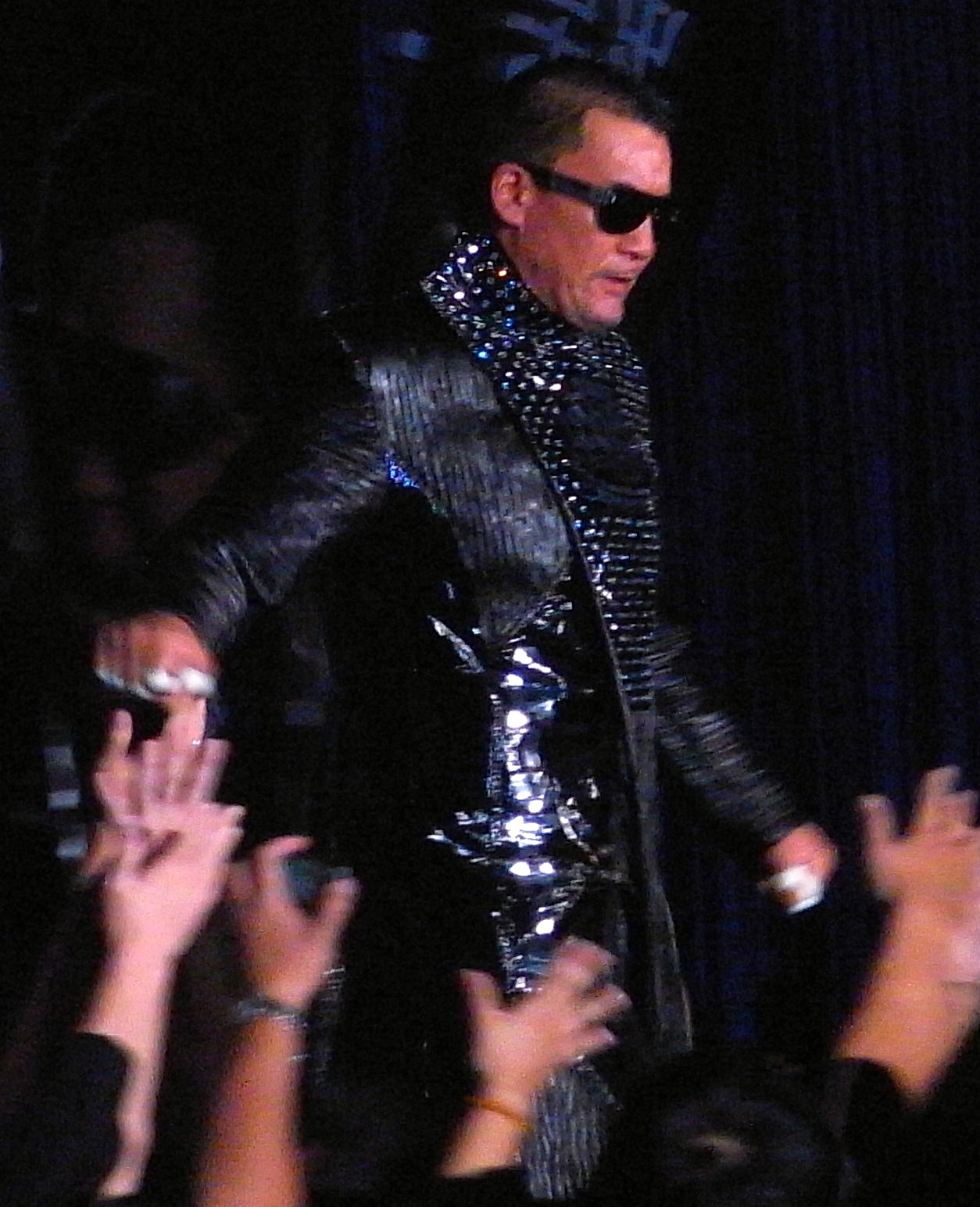
Masahiro Chono aparece sin aviso alguno para darle un castigo a alguien, frecuentemente a Yamasaki.

- License
- Jimmy Ōnishi
- Suga Kenji
- Saitō Toshihide
- Fujiwara Hiroshi
- Nakamura Yoshinobu
- Itao Itsuji

### Invitados especiales
- Ameagari Kesshitai
- Obachan
- David Hossein
- Africa Chūō TV
- Hosshan
- Ayako Nishikawa
- Chiaki
- Matsumoto Takahiro
- Masahiro Chono
- Shōhei Shōfukutei

## Segmentos

### Batsu Games

#### Lista de Batsu Games
| Nombre                                 | Fecha de transmisión     | Selección                                                        | Reglas y castigo                                                                                | Participantes                             | Notas |
| -------------------------------------- | ------------------------ | ---------------------------------------------------------------- | ----------------------------------------------------------------------------------------------- | ----------------------------------------- | --- |
| Saboteando las noticias                | 23 de enero de 1990.     | El perdedor de una apuesta de una competencia de canto (Kouhaku) | Interrumpir un noticiero en plena transmisión.                                                  | Matsumoto Hitoshi.                        | La apuesta fue transmitida el 16 de enero de 1990.                                                             |
| Promocionando el programa al estilo SM | 8 de mayo de 1990.       | El perdedor de una partida de shiritori                          | Anunciar el programa vestido de reina sadomasoquista.                                           | Matsumoto Hitoshi.                        | La partida de shiritori fue transmitida el 24 de abril de 1990.                                                |
| A 4000 metros sobre el cielo           | 7 de agosto de 1990.     | El perdedor de una apuesta de béisbol                            | Hacer skydiving desde una altura de 4000 metros del suelo.                                      | Hamada Masatoshi.                         | La apuesta fue transmitida el 24 de julio de 1990.                                                             |
| ¡Buenos días!                          | 25 de diciembre de 1990. | El perdedor de una partida de golf                               | Recibir a invitados imitando a una mujer japonesa con maquillaje y kimono.                      | Matsumoto Hitoshi.                        | La partida fue transmitida el 11 de diciembre de 1990.                                                         |
| Al agua invernal                       | 19 de febrero de 1991.   | El equipo perdedor de un partido de béisbol                      | Bañarse durante 20 minutos en el agua helada, en pleno invierno.                                | Matsumoto Hitoshi y su equipo.            | El partido fue transmitido el 12 de febrero de 1991.                                                           |
| Un calvo en montaña rusa               | 4 de junio de 1991.      | El perdedor de un partido de balón prisionero 500 vs. 500        | Subirse a una montaña rusa con una peluca calva.                                                | Matsumoto Hitoshi.                        | El juego fue transmitido el 28 de mayo de 1991. Fue la primera vez que la audiencia participó en el programa.  |
| Biiiiip                                | 19 de enero de 1992.     | El perdedor de una apuesta de una competencia de canto (Kouhaku) | Disfrazarse de barras SMPTE durante el programa de la mañana.                                   | Matsumoto Hitoshi.                        | El juego fue transmitido el 29 de diciembre de 1991. Segunda vez que Hamada y Matsumoto apuestan en Kouhaku.   |
| La foca                                | 26 de junio de 1992.     | El perdedor de un partido de rugby.                              | Simular a una foca entrenada y obedecer las órdenes del ganador.                                | Matsumoto Hitoshi.                        | El partido fue transmitido el 7 de junio de 1991.                                                              |
| ¿Soy estúpido?                         | 17 de enero de 1993.     | El perdedor de una apuesta de una competencia de canto (Kouhaku) | Disfrazarse de paloma blanca y cantar la canción ¿Soy estúpido? durante el opening de Nihon TV. | Matsumoto Hitoshi (Sexto año consecutivo) | La apuesta fue transmitida el 20 de diciembre de 1992. Tercera vez que Hamada y Matsumoto apuestan en Kouhaku. |

### Biblioteca silenciosa
En Biblioteca silenciosa (サイレント図書館, Sairento Toshokan), el equipo y un sexto miembro, usualmente Heipo, están en una librería escenificada en la que uno de ellos debe someterse a un castigo al elegir la carta con el cráneo y los huesos cruzados (similar a la Ruleta Rusa). Aunque el juego requiere que ellos permanezcan en silencio durante el segmento entero, los participantes continuamente dejan salir ráfagas de risa ahogada que es lo suficientemente alta para que los ocupantes de la biblioteca los escuchen. Un ejemplo de los castigos son "Burlado" (arrancarse un vello nasal), "Pesca nasal" (una garra de metal sujeta al interior de la fosa nasal y tirando de ella), y "Orejeras calientes" (orejeras hirviendo puestas en los oídos). El ex campeón de K-1, Ernesto Hoost una vez hizo una aparición especial, así como también el escritor y el director de cine Kōki Mitani.
Este segmento fue adaptado a un Show de juego norteamericano, llamado Silent Library. La versión internacional del show es referido como Fist of Zen. Debutó en MTV el 15 de junio del 2009.

### Ōgiri Daigassen

#### Máquina Chinko
La Máquina Chinko (Chinko Machine) está constituida por un mecanismo de palanca rematado en una esfera compuesta de un material duro, que será la que tenga contacto con los testículos de la víctima. Ha tenido bastante presencia en algunas series de "Absolutamente delicioso" así como en la serie "24 horas de castigo". Entre sus víctimas más frecuentes se encuentran Tanaka y Hamada.

#### Atrapa malvaviscos
En este juego durante un episodio de Ogiri Daigassen, los concursantes están divididos en equipos Rojo y Azul. Las reglas consisten en que los concursantes tienen que comer un malvavisco colgando de una cuerda, mientras son obstaculizados por una banda de plástico que se les pone a través de la cara. Ellos no pueden usar las manos para tomar los malvaviscos, aunque a los otros concursantes se les permite estirar las cuerdas de donde cuelgan los malvaviscos. El juego entero terminó con el equipo azul como ganador.

### Shichi-henge
Shichi-henge (七変化, Las siete apariciones) es una parte del programa en la cual el elenco y algunos colaboradores se sientan en una mesa, mientras un comediante trata de hacerlos reír. Cada vez que una persona ríe, debe poner 1000 yenes en una caja. El contenido de la caja es entregado a la beneficencia, a elección del comediante. Se pueden destacar las apariciones de Bob Sapp (hizo una aparición especial y recaudó 53000 yenes) y Kumoto Junichi (actualmente ostenta el récord de recaudaciones)
Hay una variante, denominada 'Horror Shichi-henge' en la cual los miembros del elenco trataban de asustar a Heipo, el cual si se asustaba tenía que poner 1000 yenes en una caja. Un total de 9 personas (Endo, Yamasaki dos veces, Tsutsun, Hamada, el director Onuma, Tanaka, un niño de ojos grandes, Suga y Matsumoto) trataron de asustar a Heipo, con exitosos resultados.

### Series absolutamente deliciosas
Esta es una serie de segmentos de cocina en donde los comediantes preparan comida, ya sean platillos tradicionales japoneses como taiyaki, takoyaki, nabe y chawanmushi o comidas como pizza, con ingrediente inusuales usados para rellenar o saborizantes, que luego son degustados y calificados en rangos desde dos "marcas de cráneo" a diez estrellas. Sin embargo, en episodios recientes, el elenco ignora el sistema de calificación más frecuentemente. Endo es conocido por usar enjuague bucal en su comida. Los resultados normalmente son desastrosos y de muy mal gusto. Yamazaki frecuentemente usa comida chatarra como bolas de queso para el arroz, onigiri y salchichas para el taiyaki, hamburguesas, perros calientes, pollo frito, papas fritas y refresco de cola para el nabe, mantequilla de maní para takoyaki y gomitas para tempura. Matsumoto normalmente introduce ingredientes muy inusuales (y ocasionalmente incomibles) como garras de oso para takikomi gohan, cerdo y cabeza de atún para pizza, cobra seca para nabemono, testículos de foca para el takoyaki, y pasta de dientes. Hamada es memorable por usar pan de elote y sopa de elote para tempura, en consecuencia fue el único en recibir la sin precedente Marca de ángel. Si hay comida que ninguno de los miembros del elenco quisiera comer, el director ejecutivo Heipo es forzado a comerla, resultando siempre en él escupiendo la comida o expresando su total disgusto, excepto en el caso individual del tempura de larva de abeja.

### Series Kiki
Esta es una serie de competiciones donde cada miembro prueba un producto seleccionado al azar, más que nada comida y bebidas, pero a veces cigarros, de diferentes marcas vendadas. Después del periodo de prueba, ellos deben encontrar el producto que probaron. Quien elija correctamente recibe un premio en efectivo, normalmente 100,000 yens, por otra parte, si fallan, reciben varios castigos, ser golpeados en la ingle por una Máquina Chinko o ser abofeteado por un extraño.

### Adiós Yamasaki
Un sketch que se hace anualmente, desde 2001. La audiencia recibe la noticia de que Yamasaki abandona el programa (cuando no es verdad). Este sketch incluye varios discursos de miembros del personal e incluso de los miembros del elenco, que regalan flores a Yamasaki, que simula estar angustiado. Después el propio Yamasaki recita su discurso, pero acaba llorando y saliendo fuera del escenario. El sketch acaba con Yamasaki contando que no se irá del show y que estaba gastando una broma al elenco.

### Series Genkai
Las Series Genkai es una serie de desafíos que incluyen comida y cuanto pueden variar la pronunciación de esa comida mientras aún pueden ordenar en un restaurante o cafetería. Por ejemplo, en uno de los desafíos, empezaron ordenando "café helado" en la cafetería, luego cambiaron a "crepé helado", "café herrado", "crepé alado", "director herrado", "aisou warai" (una frase que significa "pretendiendo reír cuando no es gracioso"), "café café", "atsui café" (que significa "café caliente"), "tansu nouhin" ("entrega de tocador"), "aitsu mouii" ("ya tuve suficiente de este tipo"), "alta sociedad", "héroe de hierro" y finalmente "OuYang FeiFei" (una cantante china). Como era de esperar, la/el mesera/o se confunde y se rinde tratando de entender o criticar a la persona ordenando.
Otro desafío incluía: Hiyashi Chuuka "fideos fríos", Mild Seven "una marca de cigarros", Katsu Kare "chuletas de puerco y arroz al curry", Cashumen "fideos ramen con puerco chashu", Naporitan "fideos estilo espagueti", Omuraisu "arroz con catsup y huevos".

### Gas Nuki
Es una parte del programa en la cual los concursantes van a un restaurante y tienen que tirarse un pedo (He, en japonés) para poder comer. Destacan las apariciones de Hamada, denominado He-mperator (Emperador del gas) y Yamasaki, denominado El rey He-nry. El programa se ha realizado un total de 2 veces, en un restaurante francés y en un restaurante de sushi.

### Yamasaki vs. Moriman
Una serie de combates de pelea cómicos entre Yamasaki y Holstein Morio del dúo de comedia femenino "Moriman". El chiste principal es que Yamasaki nunca a ganado un encuentro desde 1996.
El evento también incluye al alter ego peleador de Endo, Dynamite Shikoku. Él es acompañado al ring por dos mujeres vestidas en kimonos y procede a pelear en el encuentro. El chiste es que se da un tirón en el músculo de la pierna durante el encuentro, y que siempre pierde. Después de ser revisado por el doctor de la arena (Konya Ga Yamada), el encuentro termina y Shikoku enfrenta a la audiencia. Después de su discurso invida a la audiencia a unirse en su tradicional baile y es inmediatamente llevado fuera del ring en camilla.

### Desafíos técnicos
La serie de Desafíos Técnicos es una serie de desafíos relacionados con el sexo, de Matsumoto a los otros miembros regulares del elenco. Matsumoto envía una carta, incluyendo un mapa dibujado a mano, a los otros compañeros a través de su mánager. El mánager conduce a los miembros a Matsumoto, quien explica el desafío. Cada desafío está relacionado con el sexo y viene acompañado con un castigo apropiado al cumplidor más bajo. El primer desafío era desabrochar brasiers rápidamente, donde los participantes debían desabrochar brasiers de un cierto número de maniquíes lo más rápido posible. Otros desafíos son besos rápidos (besar labios de plástico en paredes mientras atraviesan un corredor), juego de pezones rápidos (presionar los pezones de los maniquíes con campanas), movimiento de cadera rápido (bombear una pompa de aire usando sus caderas), y quita pantaletas a velocidad (quitar pantaletas de diez maniquíes usando solo los pies). Los castigos son acompañados por el castigo del tema del desafío (desabrochar brasiers rápidamente el peor cumplidor tenía que caminar alrededor de la ciudad vistiendo un brasier, quita pantaletas a velocidad el peor cumplidor debía caminar alrededor de la ciudad usando unas pantaletas en su cabeza).

### Clases de Shoji Murakami
Una serie donde el elenco aprende a ser trabajador en una ocupación específica. Shoji Murakami usualmente hace que todos prueben absurdas o actividades anormales. Algunas ocupaciones notables son: piloto, boina verde, ninja, cazafantasmas, geisha, vampiro, etc.

### 500 preguntas
Al elenco se le piden 500 preguntas, que todas pertenecen a las opiniones y preferencias de la persona entrevistada. Estas preguntas normalmente comienzan con: "¿Cuál es su favorito?", "¿Cuál es el más interesante?", etc. Una respuesta que coincida les da un punto, la persona con mayor número de puntos gana un premio o la persona con menor número de puntos recibe un castigo. Personas notables que fueron entrevistadas son: Tanaka, Hamada, Aya, la esposa de Yamasaki, la cantante Wada Akiko, la artista de maquillaje IKKO, Sano Motoharu, Matsuko Deluxe, periodista y presentador Tahara Soichiro, el primer director de Downtown Fujiwara Hiroshi y el artista de manga Kazuo Umezu.

### El juego de los cinco Rangers
En este desafío, los cinco miembros del elenco entran en vestidores separado y aleatoriamente cada uno se viste como uno de los cinco colores de Gorenjai (Personajes Sentai del otro show de Downtown), y ellos intentan completar los cinco colores diferentes en 6 horas. Las posibilidades de que todos los cinco miembros elijan el mismo color son 5/3125 (0.16%), mientras que las apuestas de que el elenco elija exitosamente todos los colores diferentes es de 120/3125 (3.84%). El desafío está basado en el chiste de los sketches de Gorenjai: donde los miembros no se deciden que color elegir cada quien.
En ocasiones, Ameagari Kesshitai se une al elenco regular en un Juego de los siete Rangers (nanarenjai), ofreciendo dos colores adicionales (negro y blanco) adicionales a la configuración tradicional de Gorenjai. Las posibilidades de ganar el nanarenjai son 5040/823,543 (0.612%), mientras que las posibilidades de perder son solamente 7/823,543 (0.00085%).
Las reglas para todas las variaciones de Gorenjai son exactamente las mismas que en el Juego de los cinco Rangers.

### Series de cosplay en autobús
La serie de cosplay en autobús incluye a los miembros del elenco más aparte algunos productores e invitados que hacen cosplay o se visten como travestis y participan en minijuegos en un autobús yendo alrededor de algunos lugares populares de Tokio. Cuando uno de los participantes pierde un minijuego, es lanzado fuera del autobús en un lugar público y forzado a caminar de vuelta al estudio solo y viéndose algo absurdo. Temas pasados incluían personajes femeninos de anime, Kogal, Dominatrix y personajes de bandas populares de Japón.
Un momento memorable durante el Tour de anime en autobús, fue cuando Yamasaki (vestido como Arale de Dr. Slump) fue expulsado del autobús y le dijeron que comprara espagueti para el elenco completo en su camino de vuelta. Él planeaba caminar de vuelta sin comprar nada, pero en su camino, se encontró con un compañero participante Miyasako, quién también había sido expulsado (vestido como Kekko Kamen). Compraron el espagueti juntos. Al llegar al estudio, Miyasako reveló que Yamasaki quería regresar sin comprar comida. Horrorizado e indignado, Matsumoto le ordenó comprar espagueti en Italia--específicamente ir a "la punta de su talón", refiriéndose al distintivo país con forma de bota. Unas semanas más tarde, Yamasaki fue forzado a volar a Lecce, Italia a comprar un plato de espagueti de un restaurante, todo mientras seguía vestido como Arale.

### Desafíos de Matsumoto
Esta serie son escenarios donde los miembros de Gaki ayudan a Matsumoto a cumplir sus sueños rompiendo récords mundiales. Estos sueños son físicamente imposibles por la complexión de Matsumoto. Los miembros del elenco se visten como Kurokos, tramoyistas en el tradicional teatro japonés, que se visten enteros de negro, para ayudar a Matsumoto a romper estos récords mundiales.

## Canales de transmisión
- Nippon TV, Aomori Broadcasting Corp., Miyagi TV, Akita Broadcasting System, Inc., Yamagata Broadcasting Co., Fukushima Central TV, Yamanashi Broadcasting System, TV Niigata, TV Shinshu, Kitanihon Broadcasting Co., TV Kanazawa, Fukui Broadcasting Co., Shizuoka Daiichi TV, Chukyo TV, Yomiuri TV, Nihonkai TV, Yamaguchi Broadcasting Co., Shikoku Broadcasting Co. Nishinippon Broadcasting Co., Nankai Broadcasting Co., Kochi Broadcasting Co., Fukuoka Broadcasting Corp. Nagasaki International TV, Kumamoto Kemmin TV, TV Ōita, Kagoshima Yomiuri TV - de las 11:25 p. m. a las 11:55 p. m. cada domingo (JST)
- Sapporo TV, - de las 12:59 a. m. a la 1:29 a. m. cada miércoles (JST)
- TV Iwate, - de las 12:50 a. m. a la 1:20 a. m. cada domingo (JST)
- Hiroshima TV - de las 12:50 a. m. a la 1:29 a. m. cada jueves (JST)
- Ryukyu Broadcasting Corp. (afiliado con JNN y TBS Network) - de las 12:58 a. m. a la 1:35 a. m. cada domingo (JST)